# Tedisio Zaccaria
Tedisio Zaccaria – genueński władca Tasos 1306-1313, gubernator Fokei 1302-1307. Był synem Manuela Zaccarii. 